# Козлов Сергій Іванович
Сергій Іванович Козлов (нар. 7 листопада 1963 року, Краснодон, Луганська область, СРСР) — проросійський колаборант, військовий і державний діяч терористичної організації «Луганська Народна Республіка» («ЛНР»), так званий «начальник Штабу Народної міліції ЛНР», генерал-майор. Так званий «Голова Ради Міністрів ЛНР» з 26 грудня 2015.

## Біографія
Народився 7 листопада 1963 року в місті Краснодоні.
1981 року закінчив у рідному місті середню школу ім. С. Тюленіна. У 1981 році вступив до Ворошиловградського вищого військового авіаційного училища штурманів імені пролетаріату Донбасу.
Після вбивства 31 серпня 2018 року терориста і «Голови ДНР» Олександра Захарченка деякі ЗМІ повідомляли, що Козлов у соцмережі закликав усіх «зберігати спокій і не піддаватися паніці» і залишив територію ЛНР у невідомому напрямку . Пресслужба Ради міністрів ЛНР спростовувала це повідомлення і заперечувала наявність у Козлова облікового запису в соцмережах.